# Congreso en Sevilla
Congreso en Sevilla és una pel·lícula musical espanyola del 1955 dirigida per Antonio Fernández-Román i protagonitzada per Carmen Sevilla, Fernando Fernán Gómez i Manolo Morán. Basada en una narració de José María Pemán, es va rodar als Estudios CEA de Madrid i en localització a Sevilla. Els decorats de la pel·lícula van ser dissenyats pel director artístic Enrique Alarcón.

## Argument
Carmen i Paco són dos sevillans emigrats a Estocolm que veuen com el negoci que hi han muntat fa fallida i ni tan sols tenen diners per comprar el bitllet de tornada a Espanya. Paco aconsegueix tornar mentre que Carmen treballa a Suècia com a ballarina, però un dia es baralla amb els eu representant i és acomiadada. Quan el visita a l'hospital agafa un bitllet d'avió de la Doctora Petersen, que ha estat convidada a un Congrés Mèdic a Sevilla i que no hi pensa anar. Ella decideix fer-se passar per la doctora el temps indispensable per arribar a Sevilla, però a l'avió i a l'aeroport contacta amb altres congressistes i es veu obligada a mantenir la comèdia.

## Repartiment
- Carmen Sevilla - Carmen Fuentes
- Fernando Fernán Gómez - Dr. Guillermo Kroll
- Manolo Morán - Paco Domínguez
- Fernando Nogueras - Méndez López
- Nicolás D. Perchicot - Chamarilero
- Manolo Gómez Bur - Señor raro
- Gustavo Re - Director de Radio AGA
- Miguel Gómez - Taxista
- Teófilo Palou - Dr. Massuto
- Juan Cortés - Dueño de las bodegas
- Domingo Rivas - Dr. Van Blucker
- Aníbal Vela - Martín Hidalgo
- José Isbert - Señor sordo y despistado
- Carlos Casaravilla - Dr. Sergio Radowsky
- Katie Rolfsen - Dra. Martha Petersen
- Mariano Alcón - Dr. Thomas

## Premis
La pel·lícula va aconseguir un premi econòmic de 100.000 ptes, als premis del Sindicat Nacional de l'Espectacle de 1955.